# Thierry Giet

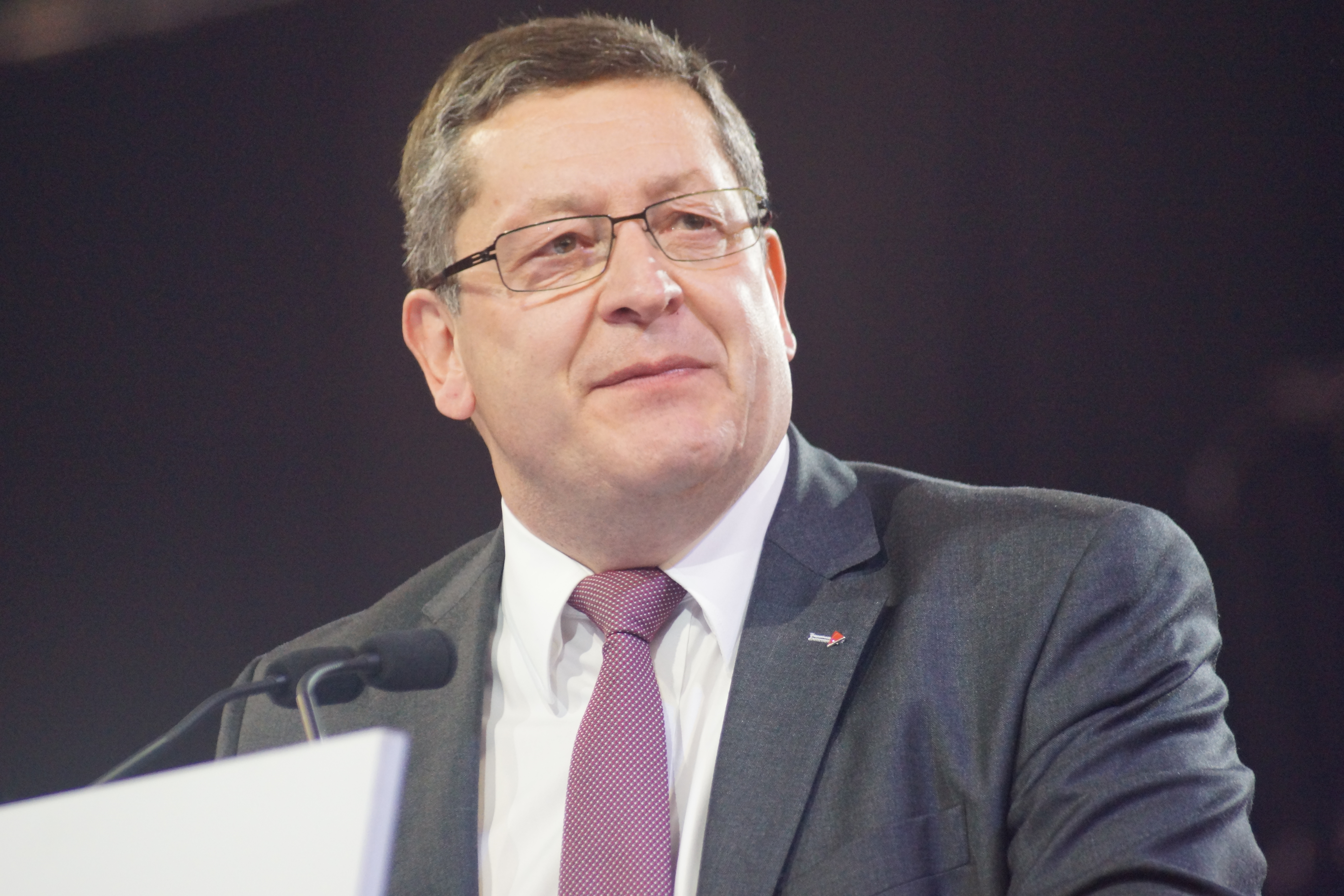

Thierry L.A.J. Giet (Ougrée, 21 juli 1958) is een Belgisch magistraat en voormalig politicus voor de PS. 

## Levensloop
Thierry Giet behaalde in 1981 het diploma van licentiaat aan de Université catholique de Louvain. Hij werd advocaat aan de balie te Luik. Zijn grootvader langs moederszijde was een Italiaan die naar België kwam om in de koolmijn te werken. Zijn grootvader langs vaderszijde was gemeentesecretaris van Sprimont.
Hij werd politiek actief voor de PS en werkte op het ministeriële kabinet van Laurette Onkelinx. Van 1983 tot 2013 was hij gemeenteraadslid van Sprimont, waar hij van 2012 tot 2013 eerste schepen was. Ook werd hij in 1995 lid van de Kamer van volksvertegenwoordigers, wat hij bleef tot in 2013. In de Kamer was hij in 2003 korte tijd secretaris, van 2003 tot 2004 eerste ondervoorzitter en van 2004 tot 2013 voorzitter van de PS-fractie. Van december 2011 tot februari 2013 was hij tevens waarnemend partijvoorzitter van de PS ter vervanging van Elio Di Rupo, die eerste minister geworden was, maar titelvoerend voorzitter van de partij bleef. In februari 2013 droeg Giet zijn taken als waarnemend voorzitter over aan Paul Magnette.
Op 21 juni 2013 werd Giet tot Franstalige rechter in het Grondwettelijk Hof benoemd. Hij moest hierdoor al zijn politieke mandaten opzeggen.
Hij is officier in de Leopoldsorde.